# Paige (wrestler)
Saraya-Jade Bevis, meglio conosciuta con il ring name Paige (Norwich, 17 agosto 1992), è una wrestler britannica.
È principalmente ricordata per i suoi trascorsi in WWE tra il 2012 e il 2022, dove ha detenuto due volte il Divas Championship e una volta l'NXT Women's Championship. Ha esordito nel mondo del wrestling nell'aprile del 2006, all'età di 14 anni, nella World Association of Wrestling, una federazione gestita dalla sua famiglia. Nel settembre del 2011, dopo sei mesi trascorsi nella Shimmer Women Athletes, ha firmato un contratto con la WWE ed è stata subito inviata nella Florida Championship Wrestling, all'epoca suo territorio di sviluppo. Nel luglio del 2012, in seguito alla chiusura della FCW, è passata a NXT, mentre nell'aprile del 2014 ha esordito nel main roster. Dal 2022 milita nella All Elite Wrestling dove ha detenuto una volta l'AEW Women's World Championship
Nell'aprile del 2018 ha annunciato il ritiro dal wrestling lottato a causa di continui problemi al collo, ma è rimasta nella federazione con il ruolo di general manager di SmackDown prima e di manager delle Kabuki Warriors fino all'ottobre del 2019. Successivamente partecipò ai pre-show dei pay-per-view come opinionista.
Tra il 2022 e il 2025 ha lottato per la All Elite Wrestling, dove ha detenuto una volta l'AEW Women's World Championship.

## Biografia
Saraya-Jade Bevis discende da una famiglia di wrestler conosciuta in tutto il mondo, la cosiddetta "Knight Dynasty". Suo padre è "Rowdy" Ricky Knight, mentre sua madre è nota con il ring name Sweet Saraya; anche i suoi due fratelli, Zak e Roy, sono wrestler.
Nell'estate del 2015 è stata un membro della giuria della sesta stagione del reality show della WWE, Tough Enough, insieme a Daniel Bryan e The Miz.

## Carriera

### Circuito indipendente (2006–2011)
Saraya-Jade Bevis ha fatto il suo esordio nel mondo del wrestling nell'aprile del 2006, all'età di soli 14 anni, nella World Association of Wrestling, una federazione gestita dalla sua famiglia. Negli anni successivi ha lottato per alcune federazioni indipendenti europee tra cui la Pro-Wrestling EVE.

### Shimmer Women Athletes (2011)
Il 26 marzo 2011, all'evento Volume 37, Saraya-Jade Bevis ha fatto il suo esordio nella Shimmer Women Athletes, insieme a sua madre Sweet Saraya, sconfiggendo Ariel e Nikki Roxx; le due hanno avuto come manager la rientrante Rebecca Knox.

### Florida Championship Wrestling (2011–2012)
Nel settembre del 2011 Saraya-Jade Bevis ha firmato un contratto con la WWE ed è stata subito inviata nella Florida Championship Wrestling, all'epoca territorio di sviluppo della WWE. Ha fatto il suo esordio il 5 gennaio 2012, con il ring-name di Saraya, partecipando a una 6-Women Battle Royal vinta da Audrey Marie. Nella puntata del 18 marzo ha cambiato il ring name in Paige, lottando in un Tag team match insieme a Sofia Cortéz perdendo contro Audrey Marie e Kaitlyn, stabilendosi come heel. L'8 aprile Paige e Rick Victor hanno sconfitto Audrey Marie e Aiden English in un Mixed Tag Team match. Nella puntata del 27 maggio ha sfidato Raquel Diaz per l'FCW Divas Championship, ma è stata sconfitta per squalifica. Nelle settimane successive ha subìto numerose sconfitte da parte di Audrey Marie. In seguito alla chiusura della FCW nell'estate del 2012, è passata a NXT.

### WWE (2012–2022)

#### NXT(2012–2014)

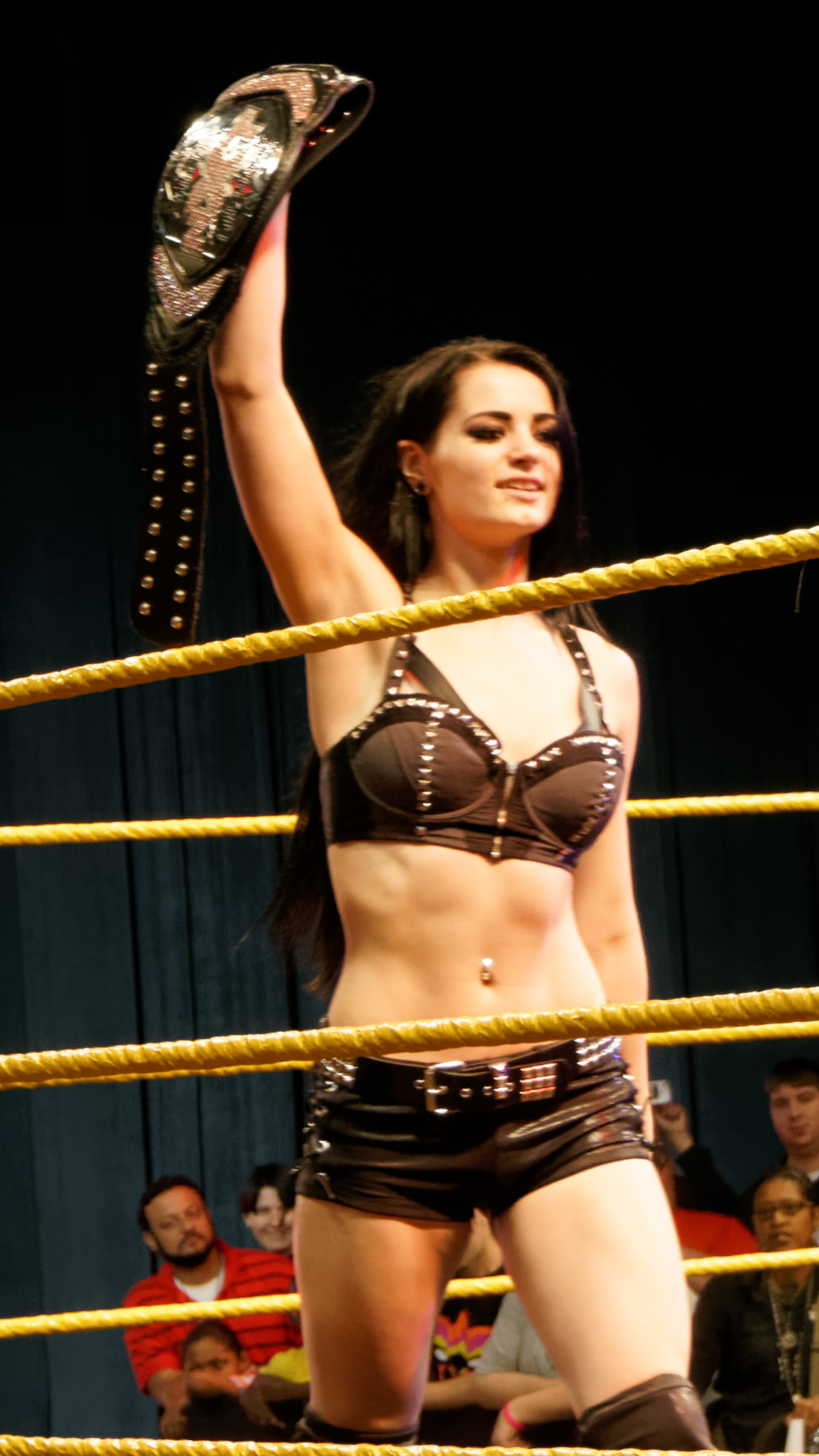
Paige con l'NXT Women's Championship nel 2014

Paige ha fatto il suo esordio a NXT come face, il 4 luglio 2012, perdendo contro Sofia Cortéz. Nella puntata di NXT del 19 settembre, Paige sconfigge Alicia Fox; da questo momento, la lottatrice inglese inizia a guadagnare il tifo di una larga fetta di pubblico. A NXT del 30 gennaio, Paige sconfigge Aksana e comincia una rivalità con Summer Rae, la quale, invidiosa del successo di pubblico della lottatrice inglese, la attacca brutalmente dopo la fine del match. Summer infortuna Paige durante una rissa e proclama di aver interrotto la striscia di vittorie della rivale. Le due si affrontano nella puntata di NXT del 13 febbraio, dove Paige viene sconfitta. Il 5 giugno, Paige sconfigge Tamina Snuka nel primo incontro del torneo per decretare la prima NXT Women's Champion della storia. Batte Alicia Fox nelle semifinali del torneo, e in finale sconfigge Emma, conquistando l'NXT Women's Championship per la prima volta e diventando la campionessa femminile inaugurale del roster. Nella puntata di NXT del 14 agosto, avviene la prima difesa titolata per Paige, vittoriosa contro Summer Rae. Nella puntata di NXT dell'11 settembre, Paige ha sconfitto Sasha Banks; a fine match, viene brutalmente attaccata dalla Banks, che si allea con Summer Rae. Nella puntata di NXT del 16 ottobre, Paige e Emma sono state sconfitte da Sasha Banks e Summer Rae. Dopo poco tempo si infortuna, ma ritorna qualche mese dopo per continuare la sua faida con la prima sfidante al titolo Emma. Le due si sfidano il 27 febbraio, a NXT Arrival, in un match con la cintura femminile in palio, vinto da Paige con una nuova manovra di sottomissione, la Scorpion Cross Lock. Dopo il suo esordio nel main roster, rende vacante il titolo, dopo 308 giorni di regno. Ritorna a sorpresa nella puntata di NXT del 12 giugno, dove in coppia con Bayley ed Emma, sconfigge Charlotte, Sasha Banks e Summer Rae; questo sarà il suo ultimo match a NXT.

#### Divas Champion (2014–2015)

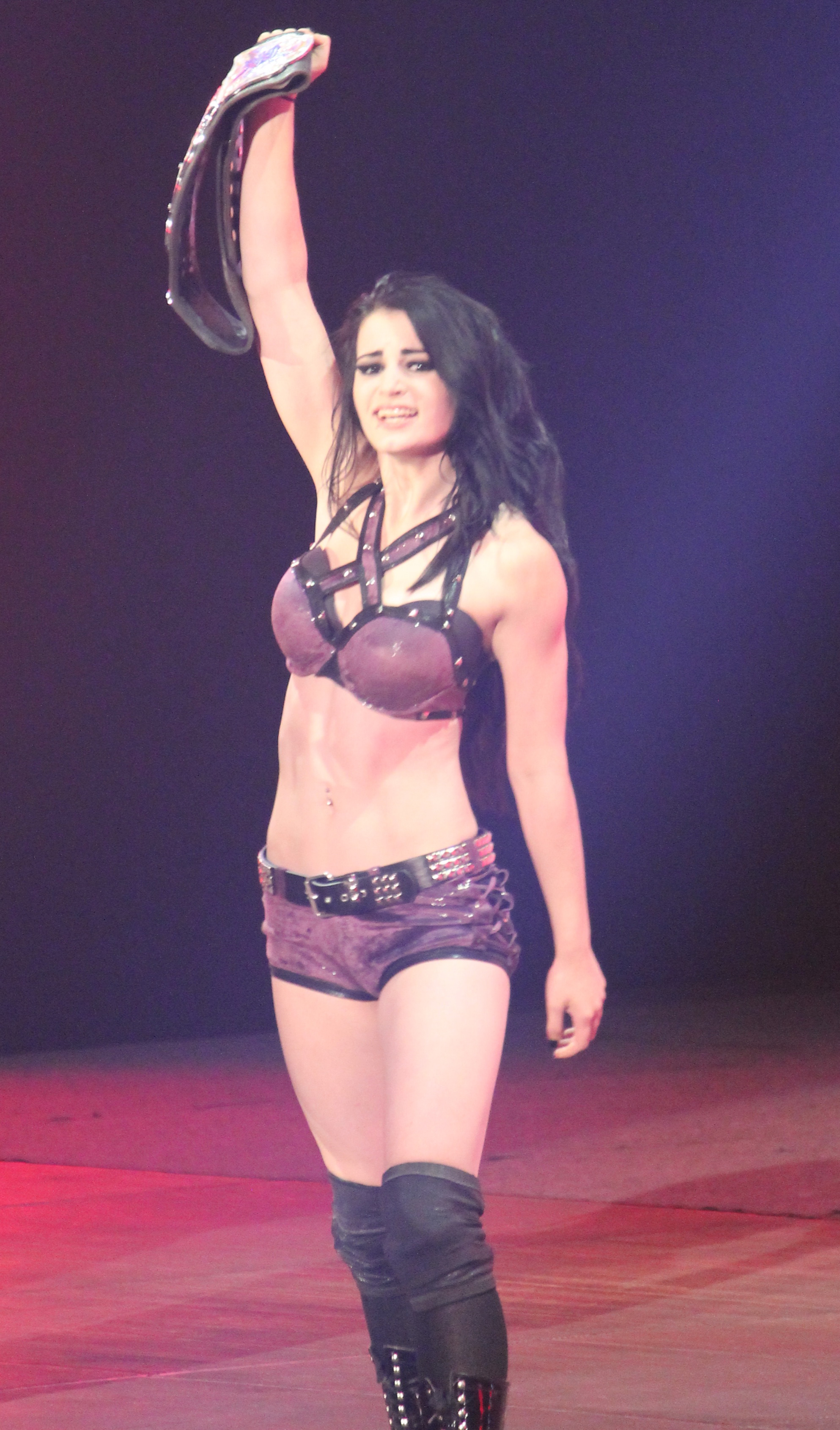
Paige con il WWE Divas Championship nel 2014

Nella puntata del 7 aprile 2014 di Raw, Paige fa la sua prima apparizione come face solo per congratularsi per la difesa del titolo Divas a WrestleMania XXX con AJ Lee, che però la schiaffeggia e sfida in un match valido per il Divas Championship, che riesce a vincere grazie alla Paige Turner terminando così il regno di AJ Lee di 295 giorni. Nella puntata di Raw del 28 aprile, il match tra Paige e Brie Bella finisce in no-contest a causa dell'interferenza di Kane. Il 4 maggio, a Extreme Rules, Paige ha difeso con successo il titolo contro Tamina Snuka. A Raw del 19 maggio, Paige ha subito la prima sconfitta nel main roster perdendo da Alicia Fox in un non-title match, guadagnandosi un match titolato. Il 1º giugno, a Payback, Paige difende con successo il titolo contro Alicia Fox. Il 29 giugno, a Money in the Bank, Paige difende con successo il titolo contro Naomi, però, a Raw del 30 giugno perde  il titolo per mano della rientrante AJ Lee, dopo 84 giorni di regno.
Il 17 agosto, a Summerslam, Paige sconfigge AJ Lee, riconquistando il Divas Championship per la seconda volta. Il 21 settembre, a Night of Champions, Paige ha preso parte a un Thriple Threat match, che includeva anche AJ Lee e Nikki Bella, dove viene sottomessa dalla Black Widow di AJ, perdendo in questo modo il titolo in suo favore dopo 35 giorni di regno.
Il 29 settembre, Paige inizia un'alleanza con la sua ex rivale Alicia Fox, accompagnandola durante il suo match vinto contro la Divas Champion AJ Lee. Il 26 ottobre, a Hell in a Cell, sfida AJ Lee per il Divas Championship, ma viene sconfitta. A Raw del 27 ottobre attacca brutalmente Alicia Fox dopo la sua sconfitta contro AJ Lee, terminando la loro collaborazione. Il 23 novembre, alle Survivor Series, Paige combatte con il suo team, chiamato Team Paige (Paige, Cameron, Layla e Summer Rae), contro il Team Fox (Alicia Fox, Emma, Naomi e Natalya) subendo una sconfitta per quattro a zero, senza riuscire a eliminare nessuna avversaria, venendo eliminata per ultima da Naomi.
Il 22 febbraio, a Fastlane, Paige sfida Nikki Bella per il Divas Championship, ma viene sconfitta dopo che questa la schiena tenendola per il costume, impedendole di liberarsi dallo schienamento. Il 29 marzo a WrestleMania 31, Paige e AJ Lee sconfiggono le Bella Twins. A Raw del 13 aprile, Paige vince una Divas Battle Royal, diventando così la prima sfidante al Divas Championship detenuto da Nikki Bella, eliminando per ultima Naomi, che però alla fine del match la attacca, costringendola a restare fuori dal ring per diverso tempo perché infortunata (kayfabe), rubandole così lo status di prima contendente. Paige ritorna nella puntata di Raw del 18 maggio, salvando Nikki Bella da un attacco di Naomi e Tamina, per poi attaccare anche la stessa Nikki.

#### Varie faide (2015–2016)

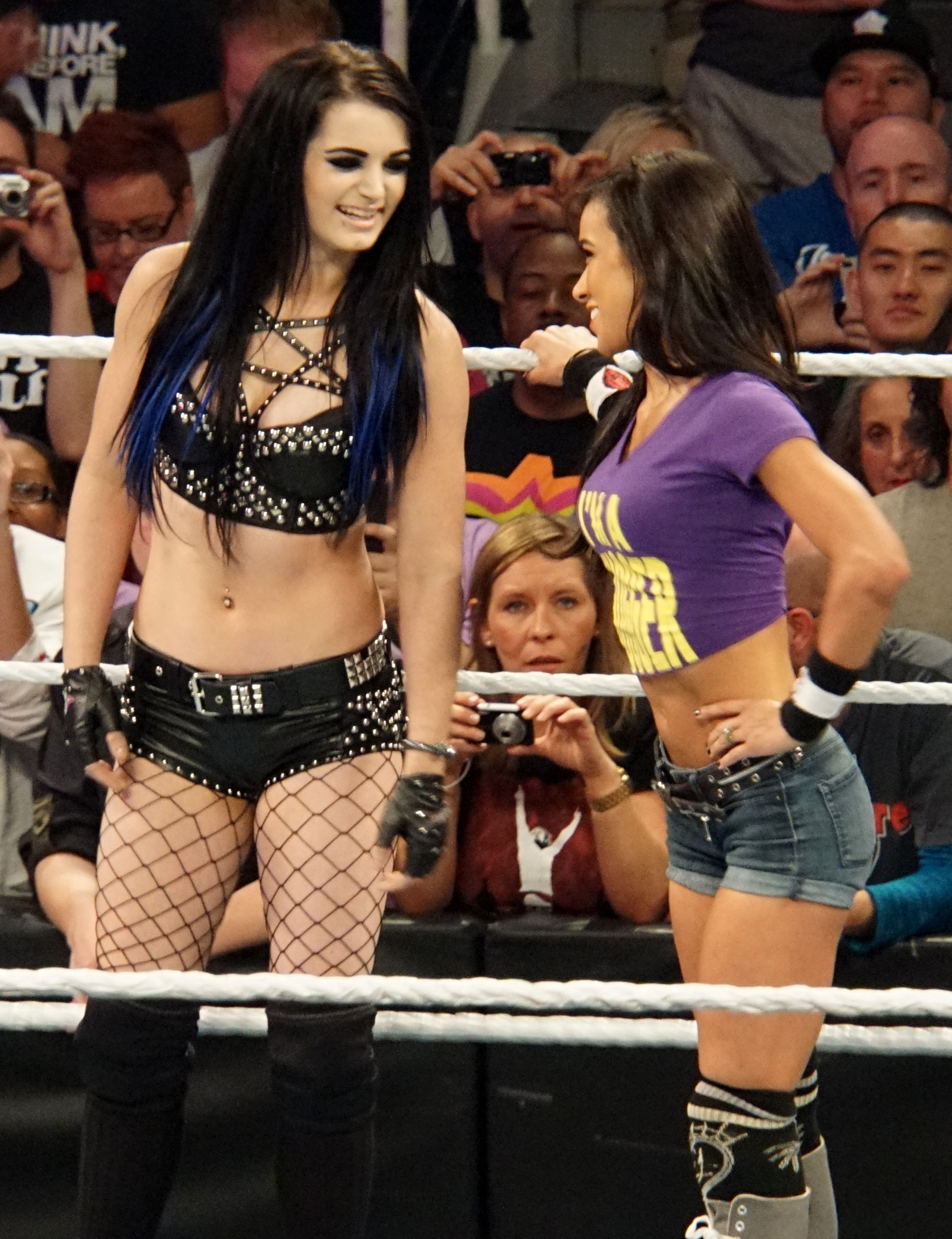
Paige insieme ad AJ Lee nel 2015

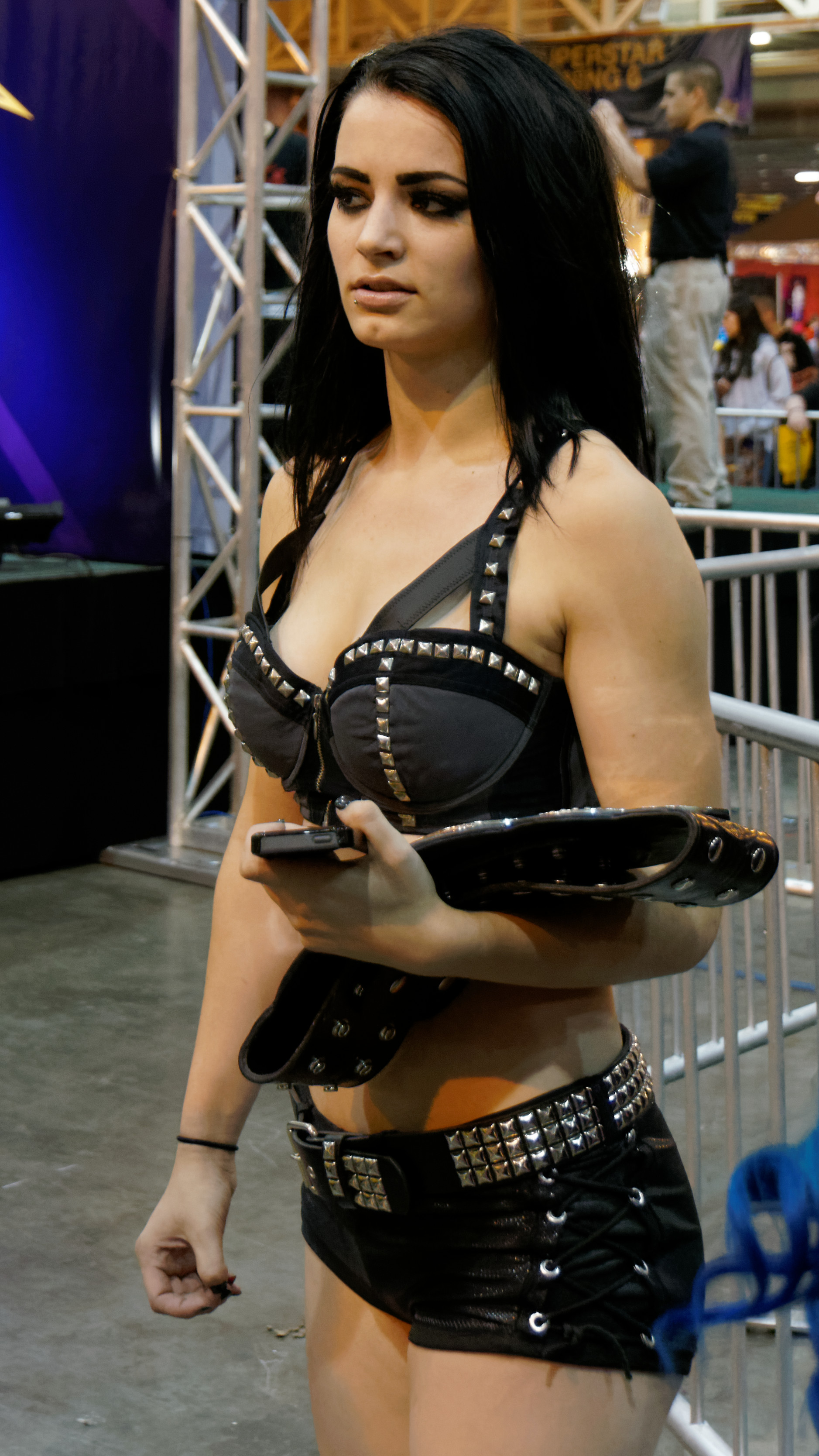
Paige nel 2016

Nella puntata di Raw del 13 luglio, dopo settimane in cui Paige è stata superata numericamente dalle Bella Twins (Brie Bella e Nikki Bella) e la loro alleata Alicia Fox, Stephanie McMahon ha affermato di voler "rivoluzionare" la divisione delle Divas e ha introdotto l'esordiente Charlotte Flair e Becky Lynch come alleate di Paige; l'NXT Women's Champion Sasha Banks ha poi fatto il suo esordio alleandosi con Naomi e Tamina, partecipando alla rissa che è scaturita tra i tre team. Il 23 agosto, a Summerslam, il "Team PCB" (Paige, Charlotte e Becky Lynch) ha preso parte in un Triple threat elimination tag team match schienando per ultimo il "Team Bella" (Alicia Fox, Brie Bella e Nikki Bella), che aveva precedentemente eliminato il "Team B.A.D." (Naomi, Sasha Banks e Tamina).
A Raw del 21 settembre, Paige sale sul ring insieme a Charlotte Flair e Becky Lynch per festeggiare la nuova campionessa delle Divas, Charlotte, che ringrazia Becky e Paige, ma la stessa a un tratto toglie il microfono a Charlotte e comincia a insultarla effettuando un turn heel. Il 22 novembre, alle Survivor Series sfida Charlotte Flair per il Divas Championship, ma viene sconfitta. Nella puntata di Raw del 23 novembre, il rematch valido per il titolo tra le due finisce per doppio count-out; questo però non impedisce a Paige di effettuare una PTO su Charlotte sul tavolo dei commentatori. Il 13 dicembre a TLC: Tables, Ladders & Chairs, Paige sfida nuovamente Charlotte Flair per il Divas Championship, ma viene sconfitta a causa dell'intervento di Ric Flair a favore della figlia. Il 23 dicembre, a Tribute to the Troops, si allea al "Team B.A.D." (Naomi, Sasha Banks e Tamina) e insieme battono Alicia Fox, Brie Bella, Charlotte Flair e Becky Lynch. In seguito, la WWE comunica che Paige ha subito una lieve commozione cerebrale, ma che tornerà sul ring molto presto.
A Raw del 25 gennaio, Paige fa il suo ritorno sul ring in coppia con Natalya sconfiggendo Alicia Fox e Brie Bella eseguendo la Ram-Paige su quest'ultima. Il 28 marzo, Paige viene sconfitta da Emma; nella stessa sera viene annunciato che a WrestleMania 32 il "Team Total Divas" (Paige, Natalya, Brie Bella, Alicia Fox e Eva Marie) combatteranno in un 10-Divas Tag Team match contro il Team B.A.D & Blonde (Naomi, Tamina, Lana, Summer Rae e Emma). Il 3 aprile, nel Kick-off di WrestleMania 32, il Team Total Divas sconfigge il Team B.A.D & Blonde.
Nella puntata di Raw del 9 maggio, Paige sconfigge la Women's Champion Charlotte Flair in un non-title match. A Raw del 20 giugno, Paige lotta contro Charlotte per il Women's Championship, ma viene sconfitta dopo che la Flair viene aiutata da Dana Brooke, mantenendo dunque il titolo; alla fine del match, Paige e Sasha Banks attaccano Charlotte e Dana.
Con la Brand extension del 19 luglio, Paige è stata trasferita nel roster di Raw. Il 18 agosto seguente, Paige è stata sospesa dalla WWE per 30 giorni per via della sua prima violazione del Wellness Program. Il 10 ottobre, Paige ha infranto nuovamente il Wellness Program ed è stata quindi sospesa per ulteriori 60 giorni. Nel frattempo, si è sottoposta a un'operazione chirurgica al collo che l'ha costretta a uno stop durato più di un anno.

#### Absolution e ritiro (2017–2018)
Nella puntata di Raw del 20 novembre 2017, Paige ha fatto il suo ritorno negli show WWE dopo quasi un anno e mezzo, interrompendo il Fatal 4-Way match tra Alicia Fox, Bayley, Mickie James e Sasha Banks valido per determinare la prima sfidante al Raw Women's Championship detenuto da Alexa Bliss; in seguito, Paige è stata aiutata dalle esordienti Mandy Rose e Sonya Deville a mettere fuori gioco le quattro partecipanti e la campionessa Alexa Bliss, formando una stable, le Absolution, e stabilendosi come heel. Nella puntata di Raw del 27 novembre, l'Absolution avrebbe dovuto affrontare Bayley, Mickie James e Sasha Banks, ma attaccano Bayley e la James prima del match, per poi raggiungere la Banks sul ring e attaccarla brutalmente; successivamente, si presentano a bordo ring accerchiando Asuka dopo la sua schiacciante vittoria su Dana Brooke, ma la lasciano andare. Nella puntata di Raw del 4 dicembre, Paige ha fatto il suo ritorno ufficiale sul ring, sconfiggendo Sasha Banks in un Single match. Nella puntata di Raw dell'11 dicembre, Paige e Mandy Rose hanno sconfitto Bayley e Mickie James. Il 14 dicembre, a Tribute to the Troops, l'Absolution ha sconfitto Bayley, Mickie James e Sasha Banks. Nella puntata di Raw del 18 dicembre, l'Absolution è stata sconfitta per squalifica da Bayley, Mickie James e Sasha Banks. Nella puntata di Raw del 25 dicembre, l'Absolution ha sconfitto Bayley, Mickie James e Sasha Banks. Durante un live-event del 27 dicembre, Paige ha subìto un infortunio al collo a causa di un calcio di Sasha Banks; da quel momento in poi non ha più combattuto alcun match ufficiale. Nella puntata di Raw del 9 aprile 2018, Paige ha infine annunciato il suo ritiro dal wrestling lottato.

#### General Manager diSmackDown(2018–2019)
Il 10 aprile 2018, il giorno dopo il suo ritiro, Paige è stata nominata nuova General Manager (GM) di SmackDown, sostituendo Daniel Bryan; contestualmente ha effettuato un turn-face e ha lasciato l'Absolution. Nella puntata del 18 dicembre è stata rimossa dal ruolo di General Manager di SmackDown in seguito all'avvicendamento della famiglia McMahon alla guida di entrambi i roster della WWE; il suo mandato è terminato ufficialmente il 1º gennaio 2019.

#### Manager delle Kabuki Warriors (2019)
Nella puntata di SmackDown del 9 aprile 2019 Paige viene intervistata nel backstage dove comunica che la settimana successiva avrebbe portato nello show un team nuovo di zecca, il quale scopo sarà di strappare i titoli alle nuove Women's Tag Team Champions, le IIconics (Billie Kay e Peyton Royce). Nella puntata di SmackDown del 16 aprile, Paige si presenta sullo stage e annuncia il nuovo team del quale sarà la nuova manager, composto da Asuka e l'appena selezionata Kairi Sane; in seguito, le due in coppia con Bayley ed Ember Moon, hanno la meglio su Mandy Rose, Sonya Deville e le IIconics, con Kairi che effettua lo schienamento vincente sulla Royce. Nella puntata di SmackDown del 18 giugno, Paige è nel backstage insieme con le Kabuki Warriors (Asuka e Kairi Sane), dove ha un confronto con le attuali Women's Tag Team Champions le IIconics, dichiarando che nel caso in cui le giapponesi fossero riuscite a battere la australiane nel prossimo tour asiatico, avrebbero ottenuto una chance titolata. Nella puntata di SmackDown del 9 luglio, Paige è nel backstage con le Kabuki Warrior e dopo uno scontro verbale contro le IIconics, schiaffeggia Billie Kay e le avvisa che presto avranno il loro match titolato. Nella puntata di SmackDown del 16 luglio, le Kabuki Warrios hanno sconfitto le IIconics per count-out, volontariamente, mantenuto quindi i titoli; a fine match, le giapponesi attaccano le campionesse. Tramite gli account social di Paige, viene annunciato che deve essere di nuovo sottoposta a un altro intervento chirurgico e che ritornerà in WWE più presto è possibile. Il 12 agosto 2019, Paige annuncia che il suo intervento al collo è andato con successo. Nella puntata di Raw del 28 ottobre, Paige fa il suo ritorno sugli schermi dopo due mesi di assenza, presentando le Women's Tag Team Champions le Kabuki Warriors (Asuka e Kairi Sane), dicendo di essere fiera del loro lavoro, ma viene interrotta dalle giapponesi e colpita da Asuka col green mist, venendo poi salvata dalla Raw Women's Champion Becky Lynch, sancendo quindi la fine della collaborazione con il team giapponese.

#### Opinionista (2019–2022)
Dopo essersi separata da Asuka e Kairi Sane, ha cominciato ad apparire come opinionista nei pre-show dei pay-per-view. Il 7 luglio 2022, il contratto di Paige scadde, lasciando la WWE dopo 10 anni.

### All Elite Wrestling (2022–2025)
Esordì a sorpresa nella All Elite Wrestling in occasione dell'episodio di Dynamite del 21 settembre 2022. La settimana successiva ebbe un confronto con Britt Baker che portò a uno scontro fisico sfociato in una rissa. Il 9 novembre a Dynamite, annunciò di essere pronta a rientrare sul ring al 100%, sin dall'infortunio al collo del 2017, per affrontare Baker all'evento Full Gear, dove riuscì a prevalere.
Lottò in un secondo match l'11 gennaio 2023 a Dynamite dove fece coppia con Toni Storm e venne sconfitta da Britt Baker e Jamie Hayter. Il 5 marzo a Revolution, Saraya affrontò Ruby Soho e Hayter in un match con in palio l'AEW Women's World Championship, ma fu Hayter a prevalere. Dopo l'incontro, Soho attaccò Hayter e Baker alleandosi ufficialmente con Saraya e Storm. Il 10 febbraio sconfisse Skye Blue grazie all'interferenza di Toni Storm.
Un mese dopo, il gruppo costituito da Saraya, Storm e Soho divenne ufficialmente noto come "The Outcasts". Nel corso del mese successivo, le tre riportarono numerose vittorie sconfiggendo vari avversari. Il 19 aprile, durante il confronto tra Chris Jericho ed Adam Cole, quando Baker arrivò per aiutare il fidanzato Adam Cole, fu aggredita dalle Outcasts alle spalle.
Il 27 agosto Saraya vinse il titolo AEW Women's World Championship sconfiggendo Hikaru Shida, Britt Baker e l'alleata Toni Storm in un four-way match svoltosi al ppv All In. Il 20 settembre a Dynamite: Grand Slam, difese con successo la cintura contro Toni Storm. Venne poi sconfitta da Shida che le strappò il titolo il 10 ottobre a Dynamite Title Tuesday, dopo un regno durato 44 giorni.

## Film biografico
La pellicola, diretta da Stephen Merchant e basata sul documentario del 2012 The Wrestlers: Fighting with My Family, racconta le vicende di Paige e della sua famiglia, composta principalmente da wrestler professionisti.

## Vita privata
Nella puntata di Total Divas del 5 aprile 2016 ha rivelato alla collega Rosa Mendes che all'età di diciotto anni, prima di firmare con la WWE, ha dovuto abortire per via di alcune complicazioni e che per questo motivo non può più rimanere incinta.
Agli inizi del 2016 ha avuto una relazione con il chitarrista degli A Day to Remember Kevin Skaff mentre dal maggio 2016 al novembre 2017 è stata fidanzata con il wrestler messicano Alberto Del Rio; successivamente e stata fidanzata fino il 2024 con Ronnie Radke, cantante dei Falling in Reverse.
Nel marzo 2017 sono stati diffusi in rete foto e video privati che la ritraevano durante atti sessuali con i colleghi Brad Maddox e Xavier Woods; in seguito ha ammesso di aver sofferto di anoressia dovuta allo stress e di avere anche preso in considerazione l'idea del suicidio.

## Personaggio

### Mosse finali

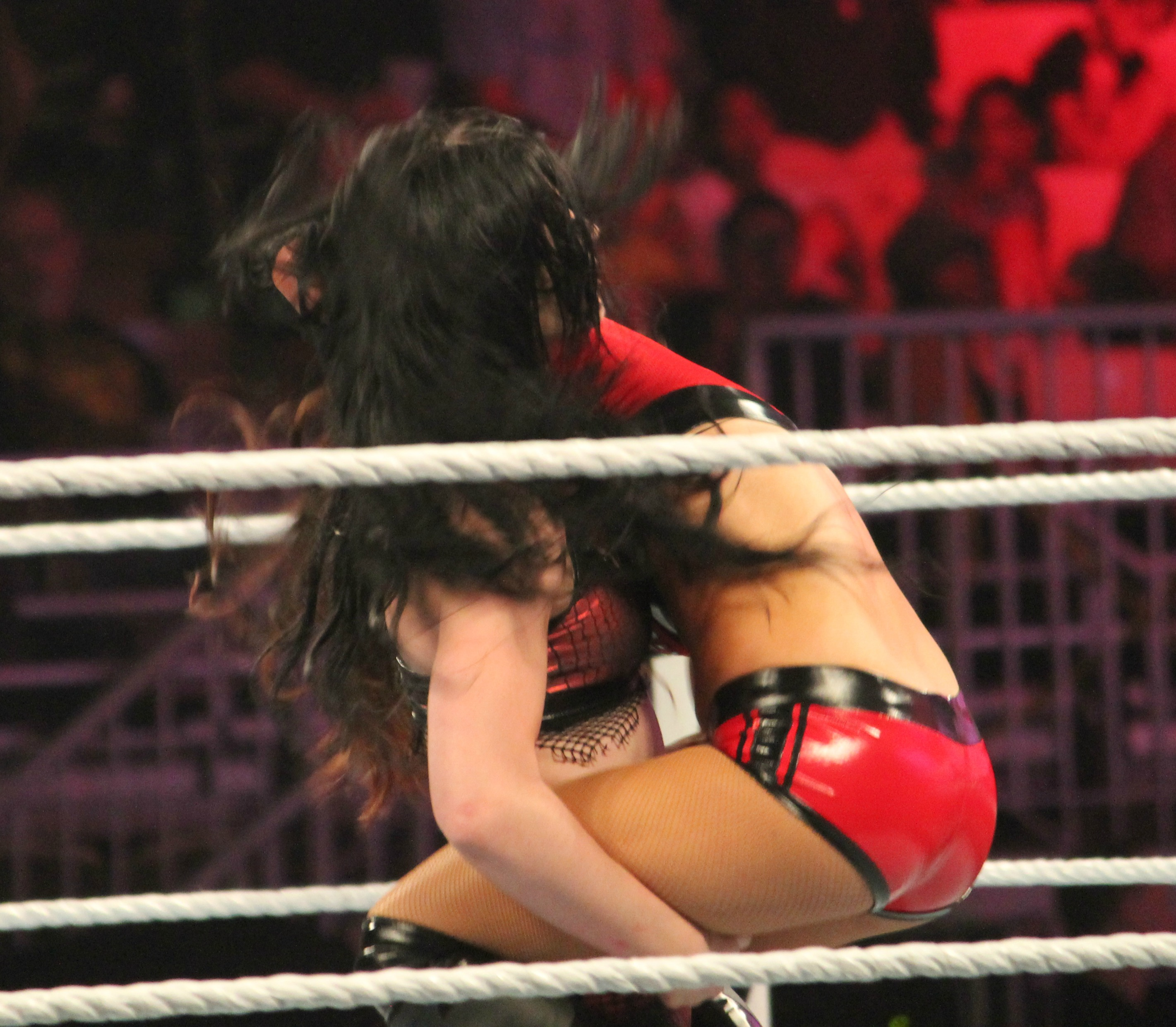
Paige mentre si appresta a eseguire la Ram-Paige su Brie Bella

- PTO – Paige's Tap Out (Inverted sharpshooter)[4]
- Ram-Paige (Cradle DDT)[4]
- Paige Turner (Swinging leg hook fireman's carry slam)[4] – 2014-2016

### Soprannomi
- "The Anti-Diva"
- "The Diva of Tomorrow"
- "The Raven-Haired Renegade"

## Titoli e riconoscimenti
- All Elite Wrestling
  - AEW Women's World Championship (1)[28]
- German Stampede Wrestling
  - GSW Ladies Championship (1)
- Herts & Essex Wrestling
  - HEW Women's Championship (2)
- Premier Wrestling Federation

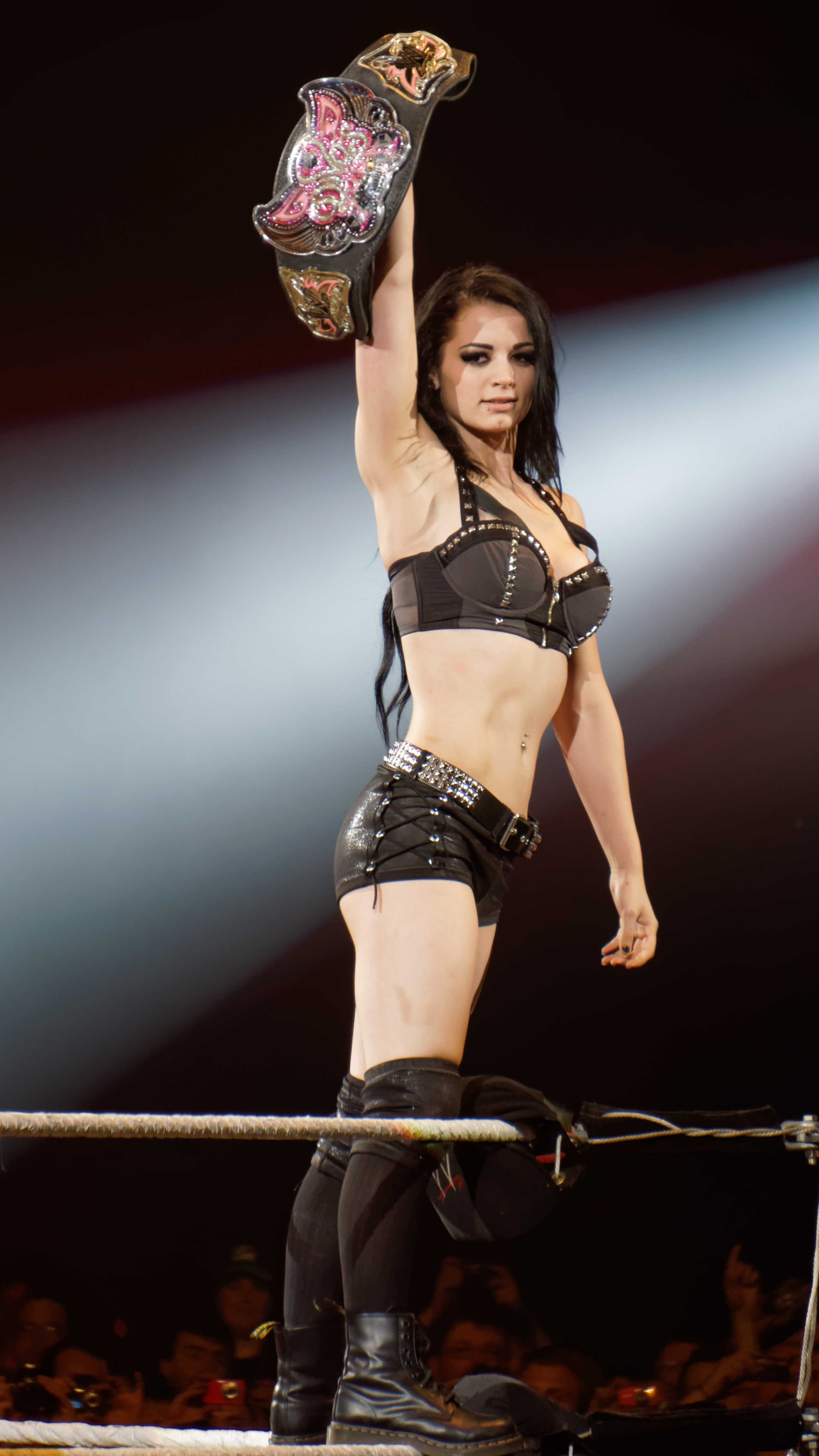
Paige con il WWE Divas Championship, titolo che ha detenuto due volte in carriera

  - PWF Ladies Tag Team Championship (1) – con Sweet Saraya
- Pro Wrestling EVE
  - PWE Women's Championship (1)
- Pro Wrestling Illustrated
  - 1ª tra le 50 migliori wrestler femminili nella PWI Female 50 (2014)
- Real Deal Wrestling
  - RDW Women's Championship (1)
- Real Quality Wrestling
  - RQW Women's Championship (1)
- Rolling Stone
  - Diva of the Year (2014)
- Swiss Championship Wrestling
  - SCW Ladies Championship (1)
- World Association of Women's Wrestling
  - WAWW British Ladies Championship (1)
  - WAWW Ladies Hardcore Championship (1)
  - WAWW British Tag Team Championship (1) – con Melodi
- WWE
  - NXT Women's Championship (1)
  - WWE Divas Championship (2)
  - Year–End Award (1)
    - General Manager of the Year (edizione 2018)
- Wrestling Observer Newsletter
  - Worst Feud of the Year (2015) – Team PCB vs. Team B.A.D. vs. Team Bella

## Filmografia

### Cinema
- Il piccolo aiutante di Babbo Natale (Santa's Little Helper), regia di Gil Junger (2015)

### Televisione
- Conan - serie TV, un episodio (2015)
- Total Divas - serie TV, 73 episodi (2015–2017)
- Total Bellas - serie TV, 3 episodi (2018–2019)
- Miz & Mrs - serie TV, 1 episodio (2018)
- What Just Happened?! - serie TV, 1 episodio (2019)

### Doppiaggio
- Scooby-Doo! e WWE - La corsa dei mitici Wrestlers (Scooby-Doo! and the Curse of the Speed Demon), regia di Brandon Vietti (2016)
- Surf's Up 2 - Uniti per vincere (Surf's Up 2: WaveMania), regia di Henry Yu (2017)